# ليام رايت
ليام رايت (بالإنجليزية: Liam Wright)‏ هو لاعب اتحاد الرغبي أسترالي، ولد في 6 نوفمبر 1997 في ديربان في جنوب أفريقيا.

## روابط خارجية
- ليام رايت عل موقع إسبنسكروم (الإنجليزية)
- ليام رايت على موقع ItsRugby.co.uk (الإنجليزية)